# Under a Funeral Moon
Albums de Darkthrone
A Blaze in the Northern Sky
(1992) Transilvanian Hunger
(1994)
Under a Funeral Moon est le troisième album studio du groupe de black metal norvégien Darkthrone, sorti en juillet 1993 sous le label Peaceville Records.

## Description
L'album marque la transition complète du style du groupe vers le black metal, qui était déjà bien annoncée dans l'album précédent du groupe, A Blaze in the Northern Sky. Fenriz a d'ailleurs déclaré au sujet de l'album qu'ils l'ont fait dans le but de produire un album de « pur black metal ».
Under a Funeral Moon est le dernier album avec le guitariste Zephyrous dans le groupe, c'est aussi le dernier album où la formation n'est pas composée uniquement de Fenriz et de Nocturno Culto.
C'est le premier album de la discographie du groupe à contenir une chanson écrite en norvégien (Inn I De Dype Skogers Favn).
L'album a été ré-édité en 2003 par Peaceville Records sous format digipack.

## Musiciens
- Nocturno Culto – chant, basse
- Zephyrous – guitare
- Fenriz – batterie, paroles.

## Liste des morceaux
| 1.    | Natassja In Eternal Sleep          | Nocturno Culto | 3:33 |
| 2.    | Summer Of The Diabolical Holocaust | Fenriz         | 5:18 |
| 3.    | The Dance Of Eternal Shadows       | Nocturno Culto | 3:43 |
| 4.    | Unholy Black Metal                 | Zephyrous      | 3:30 |
| 5.    | To Walk The Infernal Fields        | Fenriz         | 7:50 |
| 6.    | Under A Funeral Moon               | Fenriz         | 5:06 |
| 7.    | Inn I De Dype Skogers Favn         | Zephyrous      | 5:25 |
| 8.    | Crossing The Triangle Of Flames    | Fenriz         | 6:12 |
| 40:37 |                                    |                |      |